# Трон (филм)
Трон (енгл. Tron) амерички је научнофантастични филм из 1982. у режији и по сценарију Стивена Лизбергера. Глумачку поставу предводи Џеф Бриџиз у улози Кевина Флина, рачунарског програмера и креатора видео-игара који је транспортован у свет софтвера мејнфрејм рачунара где комуницира са програмима у покушају да побегне. Трон је један од првих филмова у ком је коришћен CGI.
Филм је постигао умерен комерцијални успех и добио позитивне рецензије критичара, који су похвалили револуционарни визуелни приказ и глуму, али критиковали радњу. Био је номинован за неколико Оскара. Временом је стекао статус култног филма и изнедрио истоимену франшизу. Наставак, Трон: Легат, приказан је 2010.

## Радња
Радња филма одвија се у два света: Стварном свету, у ком један програм контролише огромни рачунарски систем; и Електронском свету, у ком електрична бића желе да униште програм који контролише њихове животе. У центру радње налази се хакер, Кевин Флин, који очајнички жели да докаже да му је највећу видео-игру софтверске компаније ENCOM украо његов бивши колега Ед Дилинџер.
Међутим, Флинове напоре осујећује мегаломански програм — MCP. Једне ноћи, MCP хвата Флина у покушају хаковања и увлачи га у виртуелни свет. Флин открива да MCP чини да је живот у виртуелном свету једнако мизеран као и у стварном свету. Флинова једина нада је да пронађе Трон, независни програм за заштиту и помогне му да уништи MCP и тако врати ред у оба света.

## Улоге
| Глумац           | Улога       |
| ---------------- | ----------- |
| Џеф Бриџиз       | Кевин Флин  |
| Брус Бокслајтнер | Алан Бредли |
| Дејвид Ворнер    | Ед Дилинџер |
| Синди Морган     | Лора Бејнс  |
| Бернард Хјуз     | Волтер Гибс |
| Ден Шор          | Рам         |
| Питер Џурасик    | Кром        |
| Тони Стефано     | Питер       |